# Stella Kon
Lim Sing Po, plus connue sous son pseudonyme Stella Kon, née en 1944 à Édimbourg en Écosse, est une dramaturge singapourienne.
Elle est surtout connue pour sa pièce Emily of Emerald Hill, qui est jouée en Europe, à Hong Kong, en Australie, aux États-Unis.
Stella Kon a reçu le Prix des écrivains de l'Asie du Sud-Est.

## Biographie
Lim Sing Po naît à Édimbourg en Écosse en 1944. Elle grandit dans un manoir sur Emerald Hill. Sa mère, Kheng Lim, alias Rosie Seow, est une actrice qui a inspiré l'amour du théâtre à sa fille. Son père, Lim Kok Ann, a amené Kon à s'intéresser à la science et à la littérature. Elle descend de Lim Boon Keng et de Tan Tock Seng qui sont respectivement son arrière-grand-père paternel et son arrière-arrière-arrière-arrière-grand-père maternel,,. Lim Sing Po fréquente l'école pour filles de la Raffles Institution, puis elle poursuit ses études à l'université de Singapour, où elle a obtient un diplôme en philosophie.
En 1967, après son mariage, elle déménage en Malaisie pendant quinze ans. Pendant quatre ans, elle réside en Grande-Bretagne pendant que ses enfants y sont scolarisés. Elle retourne en 1987 à Singapour.
Stella Kon reçoit le prix du mérite du Prix de littérature de Singapour. Elle remporte en 2008 le Prix des écrivains d'Asie du Sud-Est. Stella Kon est intronisée au Temple de la renommée des femmes de Singapour en 2014.

## Œuvre
Stella Kon est publiée pour la première fois dans 22 Malaysian Stories (1962), avec son œuvre Mushroom Harvest. Elle remporte le Concours national d'écriture dramatique de Singapour pour les trois pièces suivantes : The Bridge (1977), The Trial (1982) et pour Emily of Emerald Hill (1983).
Emily of Emerald Hill est une pièce pour une seule femme, qui est représentée à partir de 1984, avec une mise en scène de Chin San Sooi. L'intrigue de la pièce suit la vie d'une femme Peranakan mariée à 14 ans à un homme deux fois son âge et d'une famille qu'elle ne connaît pas. L'histoire est surtout inspirée par la vie de la grand-mère de Stella Kon, mais elle comprend également des histoires tirées du reste de sa famille élargie. Le Herald Sun juge que l'écriture d'Emily of Emerald Hill est « colorée et intelligemment écrite ». Le Honolulu Star-Bulletin écrit que « la pièce est riche en détails de la vie quotidienne dans une famille chinoise aisée de Singapour ». La pièce est jouée au Commonwealth Arts Festival et au Edinburgh Festival Fringe en 1986. Elle est également jouée à Hong Kong, en Australie, aux États-Unis et en Allemagne.
Une autre pièce de Stella Kon, The Human Heart Fruit, est mise en scène par Action Theatre en 2002, et met en vedette l'actrice Nora Samosir. La première comédie musicale de Stella Kon, Exodus, a été écrite avec le compositeur Kenneth Lyen. Sa deuxième comédie musicale, Lost in Transit, est jouée au Arts House en 2005.